# Adaiphrotermes
Adaiphrotermes es un género de termitas isópteras perteneciente a la familia Termitidae que tiene las siguientes especies:
1. Adaiphrotermes choanensis
2. Adaiphrotermes cuniculator
3. Adaiphrotermes scapheutes